# Atlantocuma (Antarctocuma) elongatum
Atlantocuma (Antarctocuma) elongatum is een zeekommasoort uit de familie van de Bodotriidae. De wetenschappelijke naam van de soort is voor het eerst geldig gepubliceerd in 1993 door Ledoyer.